# Île Liège
L'île Liège est une île située au large de la côte occidentale de la péninsule Antarctique.
L'île fait partie de l'archipel Palmer et se situe juste au nord-est de l'île Brabant. Elle fait environ 14 km de long pour 9 de large.
Elle fut nommée ainsi par l'explorateur belge Adrien de Gerlache lors de l'expédition du navire Belgica de 1897-1899, en l'honneur de la province éponyme et de l'aide de ses habitants.

## Revendications territoriales
L'Argentine intègre l'île dans la province de la Terre de Feu, de l'Antarctique et des îles de l'Atlantique sud. Le Chili l'intègre dans la commune de l'Antarctique chilien de la province de l'Antarctique chilien à la région de Magallanes et de l'Antarctique chilien. Quant au Royaume-Uni l'île est intégrée au territoire antarctique britannique.
Les trois revendications sont soumises aux dispositions et restrictions de souveraineté du traité sur l'Antarctique. L'île est donc nommée :
- Argentine : Isla Lieja
- Chili : Isla Lija
- Royaume-Uni : Liege Island